# Mylène St-Sauveur
Pour les articles homonymes, voir Saint-Sauveur.
Mylène St-Sauveur est une actrice québécoise née le 12 mars 1990 à Saint-Hyacinthe.

## Filmographie

### Cinéma
- 2004 : L'Incomparable Mademoiselle C. : Léonie Loiseau
- 2005 : Familia, de Louise Archambault : Marguerite
- 2005 : Maurice Richard : Irma Daigle
- 2006 : Mouche de Jean Denizot : Mouche
- 2007 : Voleurs de chevaux de Micha Wald : Virina
- 2009 : 5150 rue des Ormes de Éric Tessier : Michelle Beaulieu
- 2009 : La Nuit du silence de Pierre-Luc Lafontaine[1] : Alice
- 2010 : Fondi '91 de Dev Khanna : Sophie
- 2011 : Sur le rythme de Charles-Olivier Michaud : Delphine Lamarre
- 2015 : King Dave : Isabelle
- 2016 : Chasse-Galerie : La légende : Marie Belisle
- 2016 : Embrasse-moi comme tu m'aimes : Charlotte
- 2017 : Un jour mon prince : Mélusine

### Télévision
- 2000 : Bouledogue Bazar : capsule d'improvisation
- 2006 : Rumeurs : Daphné Leblanc-Dagenais
- 2006-2007 : Kif-Kif : Valérie Vincelette
- 2006 : Les Invincibles II : Mélanie
- 2006 : Nos étés : Estelle Forget en 1930
- 2006 : Le Négociateur : Roxanne Cantin
- 2008 : Les Parent : Amélie
- 2009-2010 : Tactik : Ariane Robillard
- 2010 : Roxy : Caroline
- 2010-2014 : Destinées : Kim Leduc
- 2010-2011 : Toute la vérité : Marilyn
- 2012 : Adam et Ève : Sarah
- 2013 : Fée Éric : Carolanne
- 2013 : L'Appart du 5e : Cynthia
- 2014 : Je me souviens (vidéoclip de Manu Militari) : mère
- 2014-2016 : Les Jeunes Loups : Mireille
- 2014-2016 : Complexe G : Méghan
- 2015 : Mensonges : Lily Robinson
- 2015 : Mon ex à moi : Charlotte Rousseau
- 2015-2017 : Le Chalet : Tamy « Taz » Jones
- 2015-2019 : Boomerang : Jessyka
- 2016 : Mirador : Sarah Cohen
- 2017 : Sur-vie : Léa Valle
- 2017-2020 : L'Heure bleue : Olivia Blaszczak
- 2018 : Hubert et Fanny : Fanny Desjardins
- 2019-2020 : Les Pays d'en haut : Artémise La Douce[2] (saison 4 à 6)
- 2021-2024 : Alertes : Lily-Rose Bernard

### Doublage
- 2010 : Les Chemins de la liberté (The Way Back) : Saoirse Ronan (Irena)
- 2017 : My Little Pony, le film : Rarity
- 2017 : Le Maître de la scène (The Greatest Showman) : Zendaya (Anne Wheeler)
- 2018-2021 : Le Fardeau de la preuve (Burden of Truth) : Star Slade (Luna Spence)
- 2021 : L'Île aux mystères : La Femme qui en savait trop (Martha's Vineyard Mysteries (en): Poisoned in Paradise) : Britt McKillip (Katie Leonard)

 Source et légende : version québécoise (VQ) sur Doublage.qc.ca